# Karumathampatti
Karumathampatti (en tamil: கருமத்தம்பட்டி ) es una localidad de la India en el distrito de Coimbatore, estado de Tamil Nadu.

## Geografía
Se encuentra a una altitud de 355 m s. n. m. a 444 km de la capital estatal, Chennai, en la zona horaria UTC +5:30.

## Demografía
Según estimación 2010 contaba con una población de 28 241 habitantes.